# Denis Isizoh
Denis Chidi Isizoh (ur. 24 stycznia 1956 w Ogbunike) – nigeryjski duchowny katolicki, w latach 2015–2023 biskup pomocniczy Onitshy, biskup Aguleri od 2023.

## Życiorys

### Prezbiterat
Święcenia kapłańskie otrzymał 28 września 1985 i został inkardynowany do archidiecezji Onitsha. Po święceniach został wychowawcą w niższym seminarium. W latach 1989–1996 studiował na kilku papieskich uczelniach w Rzymie, jednocześnie pracując jako osobisty sekretarz kard. Francisa Arinzego. W 1995 został pracownikiem Papieskiej Rady ds. Dialogu Międzyreligijnego.

### Episkopat
6 lutego 2015 papież Franciszek mianował go biskupem pomocniczym diecezji Onitsha, ze stolicą tytularną Legia. Sakry udzielił mu 1 maja 2015 kardynał Francis Arinze.
12 lutego 2023 papież został mianowany biskupem ordynariuszem nowo powstałej diecezji Aguleri.